# Poul Nødgaard
Poul Enevold Nødgaard (29. november 1936 Vive ved Hadsund – 24. september 2013 i Ringsted) var en dansk politiker. Han repræsenterede Fremskridtspartiet i Folketinget 1990-1995 hvorefter han som medstifter af Dansk Folkeparti skiftede til dette parti som han repræsenterede i Folketinget fra 1995 til 2007.

## Biografi fra Folketingets hjemmeside
Nødgaard, Poul Enevold, fhv. ekspeditionssekretær.
Dansk Folkeparti – Folketingsmedlem for Fremskridtspartiet i Vestsjællands Amtskreds 12. dec. 1990-6. okt. 1995 og for Dansk Folkeparti 6. okt. 1995-11. marts 1998. Folketingsmedlem for Århus Amtskreds 11. marts 1998-20. Nov. 2001 og for Vestsjællands Amtskreds fra 20. nov. 2001. Medlem af Folketingets Præsidium fra 1998.
Født 29. nov. 1936 i Vive Sogn, søn af hotelejer Christian Nødgaard og hotelejer Agathe Nødgaard.
Præliminæreksamen fra Øster Vrå Private Realskole 1953. Kommunal uddannelse i Volstrup Kommune 1953-56.
Aftjening af værnepligt ved Livgarden 1957-58. Kommuneassistent i Herfølge Kommune 1958-59. Kæmner i Vigersted Kommune 1959-70. Ekspeditionssekretær i Ringsted Kommune 1970-86. Bogholder i erhvervsvirksomhed 1987-89.
Tillidsmand i Ringsted Kommune 1970-72. Medlem af Ringsted Byråd siden 1990, 1. viceborgmester 1990-94 og 1998-2001. Næstformand for Folketingets Kommunaludvalg 1990-98. Næstformand for Folketingets Indfødsretsudvalg og Folketingets Kulturudvalg 1998-2001. Formand for Folketingets Kommunaludvalg fra 2001.
Dannede sammen med tre andre folketingsmedlemmer Dansk Folkeparti den 6. okt. 1995. Formand for partiets folketingsgruppe 6. okt. 1995-20. marts 1998. Medlem af Dansk Folkepartis hovedbestyrelse siden partidannelsen 6. oktober 1995.
Fremskridtspartiets kandidat i kredsene i Holbæk, Nykøbing Sjælland og Slagelse fra 1990-95. Dansk Folkepartis kandidat 1997-2001 i Århus Vest- og Skanderborgkredsene og i Nykøbing Sjællandkredsen fra 2001.